# Акжол (Шетский район)
Акжол (каз. Ақжол, до 2018 г. — Целинное) — село в Шетском районе Карагандинской области Казахстана. Входит в состав Коктенкольского сельского округа. Код КАТО — 356461700.

## Население
В 1999 году население села составляло 100 человек (53 мужчины и 47 женщин). По данным переписи 2009 года, в селе проживало 57 человек (26 мужчин и 31 женщина).